# Чед Мерсийский
Чед (др.-англ. Ceadda; начало VII века — 2 марта 672) — англосаксонский святой VII века, епископ Йоркский и епископ Мерсии и Линдси (Личфилда). О Чеде и его брате Седде много писал Беда Достопочтенный, им приписывается обращение королевства Мерсия в христианство.
День поминовения — 2 марта.

## Жизнь
У Чеда было три родных брата: святой Седд, Синибил и Кэлин. Основным источником сведений о Чеде являются труды Беды Достопочтенного. Наставником Чеда был Айдан Линдисфарнский в кельтском монастыре на Линдисфарне. Он монахом отправился в Ирландию и там был рукоположен в священники.
Вскоре после Синода в Уитби в 663/4 году король Нортумбрии Освиу предложил Чеду стать епископом Йоркским, поскольку назначенный на эту должность Вильфрид отбыл во Францию и не вернулся к назначенному сроку. В 666 году Вильфрид наконец вернулся из Франции, где его рукоположили как епископа Йоркского, и обнаружил, что его место уже занято Чедом. В 669 году архиепископ Кентерберийский убедил Чеда уступить место Вильфриду, и Чед с достоинством оставил должность.
В том же году король Мерсии Вульфхер попросил направить к нему какого-нибудь епископа. Впечатлённый смирением Чеда (он отказывался ездить на лошади, предпочитая ходить пешком, как это делал Иисус), архиепископ Феодор отправил к королю Чеда. При нём в Мерсии была основана Личфилдская епархия. Чед, епископ Личфилдский, продолжил проповедовать и вести обширную миссионерскую деятельность в королевстве.
Чед умер 2 марта 672 года и был похоронен в церкви Святой Марии, которая позже стала частью Личфилдского собор. Беда пишет, что его тут же стали почитать как святого, а его мощи были перевезены в новое святилище. Он считается святым в римско-католической и англиканской церквях.

## Посвящения
Святому Чеду посвящён католический собор в Бирмингеме, где находится часть мощей святого (около восьми костей). Это единственный собор в Англии, где мощи покровителя помещены в алтарь. Англиканский Личфилдский собор, где похоронен святой, посвящён Чеду и Святой Марии; там до сих пор стоит часовня с черепом святого, который не был утрачен во время Реформации.
В городе Бертон-апон-Трент находится англиканская церковь Святого Чеда. Приходская церковь в Личфилде освящена во имя святого Чеда. Там же находится «колодец Чеда», где по преданию святой крестил новообращённых. Также много посвящённых ему приходских церквей находятся в Западном Мидленде.